# Army Moves
Army Moves is een computerspel dat werd ontwikkeld en uitgegeven door Dinamic Software. Het spel kwam in 1986 voor verschillende homecomputers. Het spel bestaat uit twee delen. 

## Plot
In het eerste deel van Army Moves rijdt de speler in een jeep en moet hij botsingen met andere jeeps voorkomen. Hij wordt tevens beschoten door helikopters. Vervolgens pakt hij een helikopter en probeert hij op een platform te landen, terwijl hij door vliegtuigen, onderzeeërs en tanks wordt beschoten. In het tweede deel begint de speler in de jungle en springt hij van rots naar rots zonder te vallen. Hij baant zich een weg door kantoren, alwaar hij soldaten die hem aanvallen neerschiet en ten slotte op zoek gaat naar geheime documenten.

## Platforms
| Jaar | Platform                 |
| ---- | ------------------------ |
| 1986 | Amstrad CPC, ZX Spectrum |
| 1987 | Amiga, Commodore 64, MSX |
| 1988 | Atari ST                 |
| 1989 | DOS                      |

## Ontvangst
| Beoordeeld door                | Platform     | Datum         | Score |
| ------------------------------ | ------------ | ------------- | ----- |
| Computer and Video Games (CVG) | Commodore 64 | juli 1987     | 100%  |
| Computer Emuzone               | ZX Spectrum  | 17 maart 2001 | 87%   |
| Your Sinclair                  | ZX Spectrum  | juli 1987     | 80%   |
| Tilt                           | Atari ST     | oktober 1988  | 65%   |
| Tilt                           | ZX Spectrum  | juli 1987     | 60%   |
| Svenska Hemdatornytt           | MSX          | maart 1988    | 49%   |
| Happy Computer                 | Commodore 64 | juli 1987     | 46%   |
| ST Action                      | Atari ST     | oktober 1988  | 39%   |
| Tilt                           | Commodore 64 | juli 1987     | 25%   |
| Zzap!                          | Amiga        | november 1988 | 24%   |